# Félicien Cattier
Félicien Cattier (* 4. März 1869 in Cuesmes bei Mons; † 4. Februar 1946 in Funchal, Madeira) war ein belgischer Jurist.
Er wirkte ab 1906 als ordentlicher Professor für öffentliches Recht, insbesondere Kolonialrecht, an der Université libre de Bruxelles und von 1909 bis 1911 als Dekan von deren juristischer Fakultät. Darüber hinaus fungierte er als Vizegouverneur der Société générale de Belgique und von 1932 bis 1939 als Präsident sowie 1944 als amtierender Präsident des Verwaltungsrates der Union minière du Haut Katanga, einer staatlichen Bergbaugesellschaft in der damaligen Kolonie Belgisch-Kongo. In seinem 1906 veröffentlichten Buch „Étude sur la situation de l'État indépendant du Congo“ setzte er sich kritisch mit der kolonialen Praxis Belgiens im Kongo auseinander, nachdem er diese in einem 1895 in der Zeitschrift Revue de Droit International et de Legislation Comparée unter dem Titel „L'État indépendant du Congo et les indigènes“ erschienenen Artikel noch verteidigt hatte.
Ab 1945 war Félicien Cattier Mitglied der Königlichen Akademie der Wissenschaften und Schönen Künste von Belgien. Nach ihm ist das vor allem auf dem Gebiet der heutigen Demokratischen Republik Kongo vorkommende Mineral Cattierit benannt.

## Werke (Auswahl)
- Droit et administration de l'État indépendant du Congo. Brüssel 1898
- Étude sur la situation de l'État indépendant du Congo. Brüssel und Paris 1906
- De l'utilisation des Organismes Politiques Indigènes pour l'Administration des Colonies Intertropicales. Brüssel 1907